# Wang Shu
Wang Shu (Ürümqi, 4 novembre 1963) è un architetto cinese.
È attualmente il preside della Scuola di architettura della China Academy of Art. Nel 2012, Wang è diventato il primo cittadino cinese a vincere il Premio Pritzker, il più importante riconoscimento al mondo di architettura.

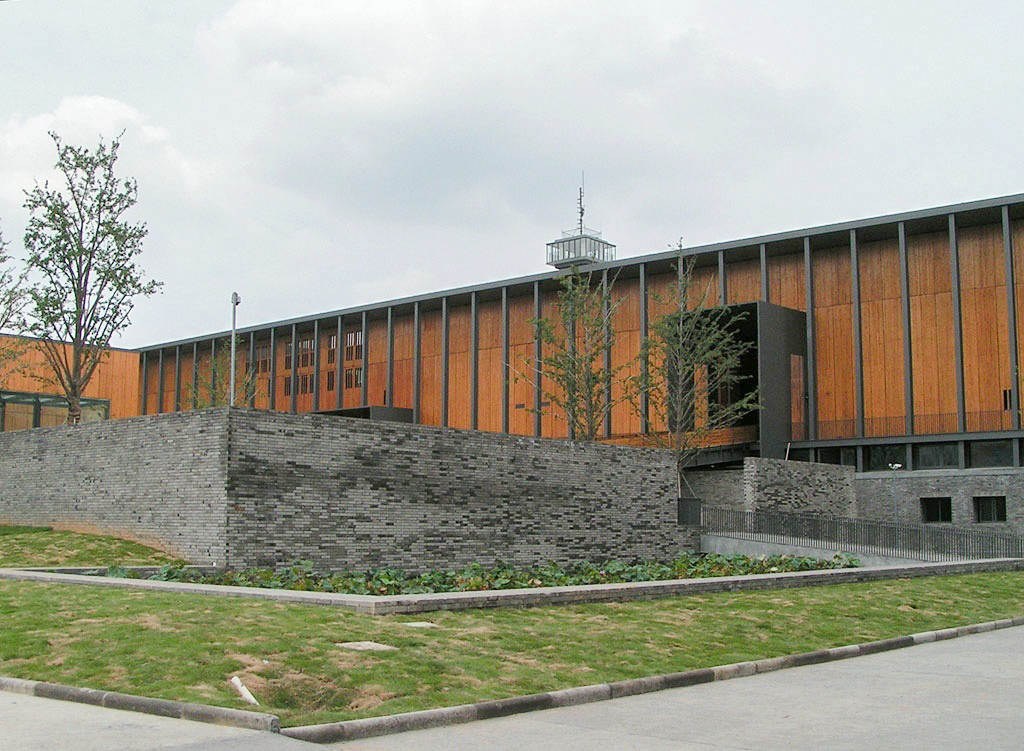
Ningbo Museum of Art (2005)

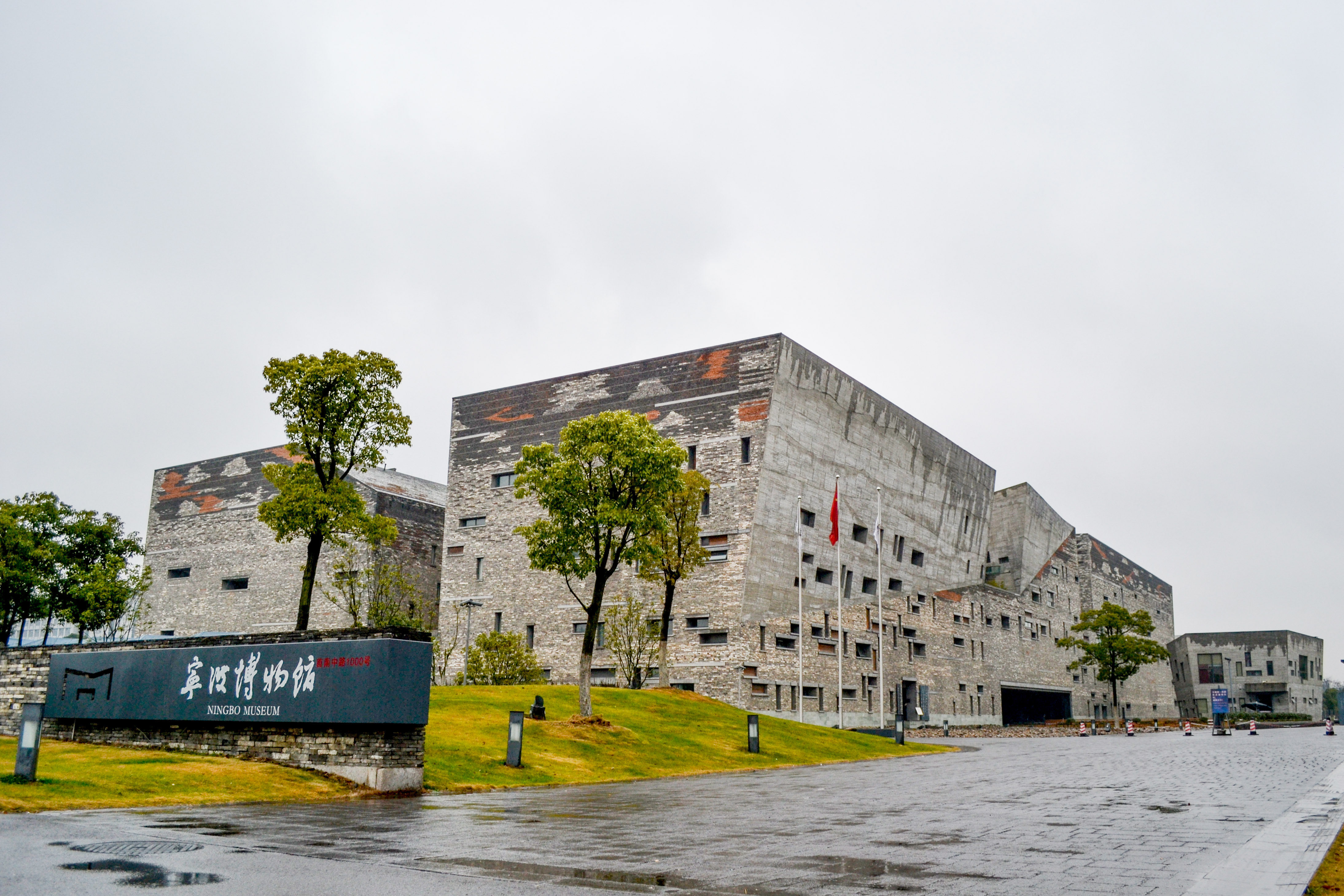
Ningbo Museum (2008)

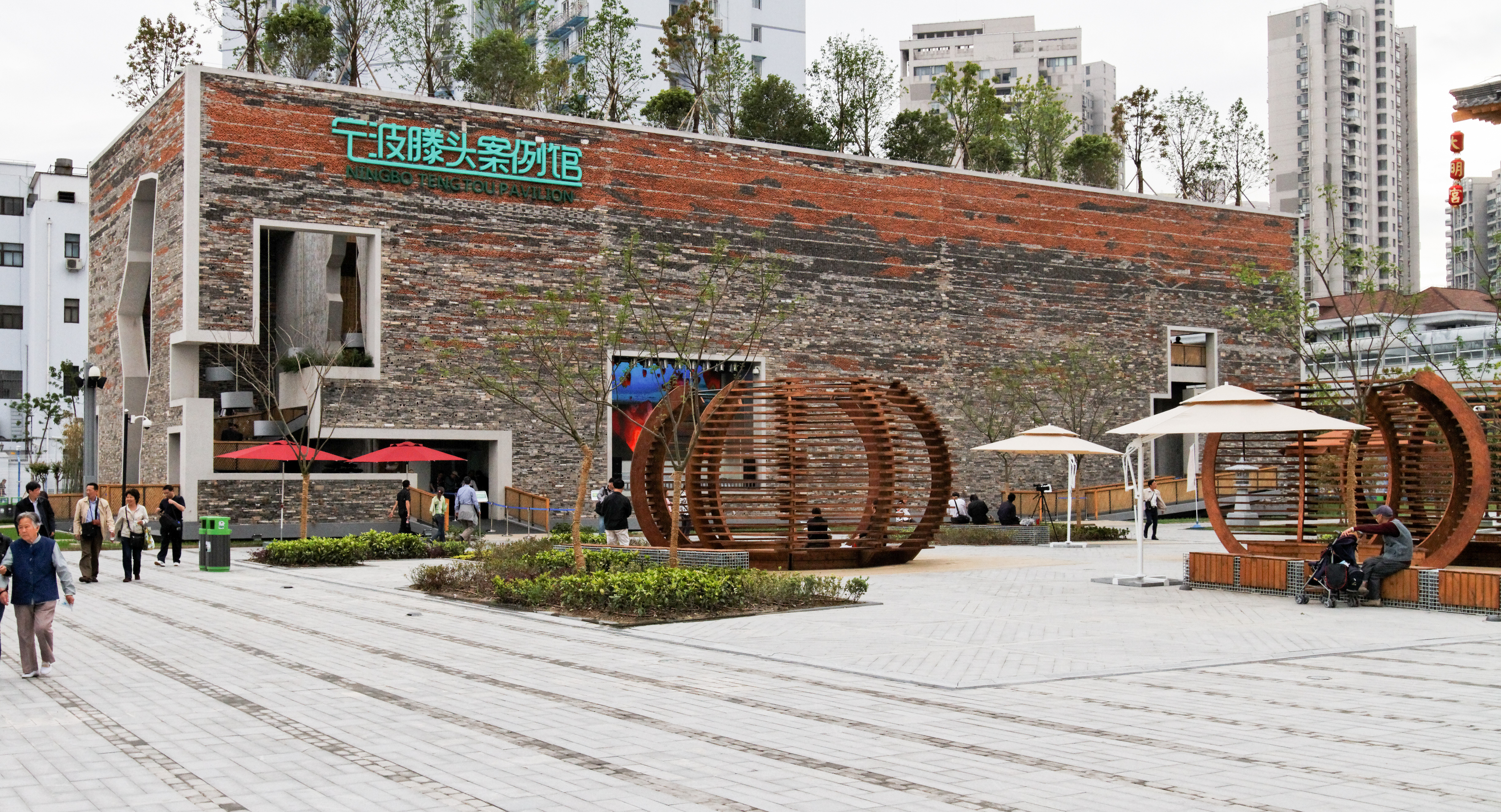
Ningbo Tengtou Pavilion, Shanghai Expo (2010)

## Approccio
Wang e sua moglie Lu Wenyu creano moderne architetture facendo uso di materiali tradizionali e utilizzando vecchie tecniche costruttive. Il Ningbo Museum è stato costruito con mattoni recuperati da edifici che erano stati demoliti per agevolare nuovi sviluppi. Wang è un convinto sostenitore del patrimonio architettonico dove la globalizzazione ha spogliato le città dai loro attributi particolari.
Wang richiede ai suoi studenti di architettura appena iscritti di trascorrere un anno lavorando con le proprie mani, apprendendo la carpenteria e la muratura di base, ed inoltre richiede agli altri insegnanti del dipartimento di imparare le attività costruttive di base. Questo in quanto, per Wang, "Solo le persone che capiscono la natura dei materiali possono fare dell'arte usando i materiali."

## Opere principali
Tra le opere principali di Wang si annoverano:
Completate
- Youth Center (1990), Haining
- Library of Wenzheng College at Soochow University (1999–2000), Suzhou
- Ningbo Museum of Art (2001–05)
- Xiangshan Campus, China Academy of Art, Phases I & II (2002–07), Hangzhou
- Vertical Courtyard Apartments (2002–07), Hangzhou
- Sanhe House (2003), Nanchino
- Teaching Building of the Music and Dance Department (2003–05), Dongguan
- Ceramic House (2003–06), Jinhua
- Five Scattered Houses (2003–06), Ningbo
- Museo di Ningbo (2003–08)
- Tiles garden, Mostra internazionale di architettura di Venezia (2006)
- Old Town Conservation of Zhongshan Street (2007–09), Hangzhou
- Exhibition Hall of the Imperial Street of Southern Song Dynasty (2009), Hangzhou
- Ningbo Tengtou Pavilion, Shanghai Expo (2010)

In fase di costruzione o progettazione
- Heyun Culture and Leisure Centers (2009), Kunming
- City Cultural Center (2010), Jinhua
- Shi Li Hong Zhuang Traditional Dowry Museum (2010), Ninghai
- Contemporary Art Museum on the Dock (2010), Zhoushan
- Buddhist Institute Library (2011), Hangzhou